# Narkissos (Grecia)
Narkissos  este un oraș în Grecia în Prefectura Preveza.